# Campoplex tosensis
Campoplex tosensis là một loài tò vò trong họ Ichneumonidae.